# اندريه برازيل
اندريه برازيل استيفيس (بالبرتغالية: André Brasil) هو سباح برازيلي ذو إعاقة، ولد في 23 في ماي سنة 1984م. شارك في الألعاب البرالمبية الصيفية لعام 2012 في لندن.
فاز بالميدالية الذهبية في دورة الألعاب البارالمبية الصيفية لعام 2008. كسر الرقم القياسي العالمي في دورة الألعاب البارالمبية الصيفية لعام 2012 في 50 متر سباحة حرة بزمن قدره 23.16 ثانية، متغلبًا على رقمه القياسي القديم البالغ 23.44 ثانية.
اعتبارًا من فبراير 2013، كان صاحب الرقم القياسي العالمي في مسابقات طويلة 50 و100 و200 متر حرة و50 و100 متر فراشة و50 متر ظهر.

## روابط خارجية
- اندريه برازيل على موقع الاتحاد الدولي للسباحة (الإنجليزية)
- اندريه برازيل على موقع Paralympic.org (الإنجليزية)
- اندريه برازيل على موقع IPC.InfostradaSports.com (مؤرشف) (الإنجليزية)